# Dialectica hedemanni
Dialectica hedemanni là một loài bướm đêm thuộc họ Gracillariidae. Loài này có ở quần đảo Canaria và Madeira.
Ấu trùng ăn Lavatera acerifolia, Lavatera arborea, Lavatera phoenicea, Malva neglecta, Malva parviflora và Malva sylvestris. Chúng ăn lá nơi chúng làm tổ. The mine starts as a broad epidermal corridor. In the end, it becomes a full depth transparent blotch. Some silk is deposited inside the mine và the blotch is hardly puckered. Pupation takes place outside of the mine.